# Nick Stringer (attore)
Nick Stringer (Torquay, 10 agosto 1948) è un attore britannico.

## Biografia
Nella sua trentennale carriera, Stringer è apparso in vari show televisivi famosi in Inghilterra, tra cui  The Bill, Only Fools and Horses, Auf Wiedersehen, Pet, Coronation Street, Family Affairs, Minder, Johnny Jarvis, Butterflies e My Family. Ha anche interpretato una piccola parte nel film  Quel lungo venerdì santo.
Ha recitato nelle prime due serie di  The New Statesman col personaggio del deputato Bob Crippen, un laburista oppositore del conservatore Alan B'Stard.
È apparso in un cameo nell'episodio You're Driving Me Crazy di  Goodnight Sweetheart, nei panni di un detective sotto copertura.
È stato il preside Sullivan in  Press Gang, soprattutto nelle prime due stagioni. È poi apparso nel dramma della BBC Holby City, nell'episodio intitolato Doctor's Dilemma, il 18 giugno 2008.
Attualmente vive a Swansea, nel Galles, ed è sposato con due figli.